# Mark Taylor (sonoplasta)
Mark Taylor (Farnborough, 1 de dezembro de 1966) é uma sonoplasta britânico. Como reconhecimento, foi indicado ao Oscar 2020 por 1917 (2019).